# Victor LaValle
Pour les articles homonymes, voir Lavalle.
Œuvres principales
- La Ballade de Black Tom
- Le Changelin

Victor LaValle, né le 3 février 1972 à New York, est un écrivain américain de science-fiction et de fantasy. Son roman Big Machine a remporté le prix Shirley-Jackson du meilleur roman 2009 tandis que son roman court La Ballade de Black Tom a obtenu le prix Shirley-Jackson du meilleur roman court 2016 ainsi que le prix British Fantasy du meilleur roman court 2017.

## Œuvres

### Romans
- (en) Big Machine, 2009Prix Shirley-Jackson du meilleur roman 2009
- (en) The Devil in Silver, 2012
- La Ballade de Black Tom, Le Bélial', coll. « Une heure-lumière » no 13, 2018 ((en) The Ballad of Black Tom, 2016), trad. Benoît Domis, 160 p.  (ISBN 978-2-84344-933-8)Prix Shirley-Jackson du meilleur roman court 2016 et prix British Fantasy du meilleur roman court 2017
- Le Changelin, ActuSF, 2023 ((en) The Changeling, 2017), trad. Claire Chevalier, 450 p.  (ISBN 978-2-37686-590-2)Prix Locus du meilleur roman d'horreur 2018, prix World Fantasy du meilleur roman 2018 et prix British Fantasy du meilleur roman d'horreur 2018
- Les Esseulées, Actes Sud, coll. « Exofictions », 2024 ((en) Lone Women, 2023), trad. Stéphane Vanderhaeghe, 384 p.  (ISBN 978-2-330-19308-9)